# Москаленко, Виталий Фёдорович
Вита́лий Фёдорович Москале́нко (укр. Віталій Федорович Москаленко; род. 25 января 1949, Кременчуг, Украинская ССР) — украинский учёный в области социальной медицины и организации здравоохранения, академик Национальной академии медицинских наук Украины, вице-президент Национальной академии медицинских наук Украины, заслуженный деятель науки и техники Украины, с 2003 по 2014 год ректор Национального медицинского университета имени А. А. Богомольца. Почётный профессор Тернопольского государственного медицинского университета имени И. Я. Горбачевского.
Министр здравоохранения Украины (2000—2002).

## Биография
В 1972 году окончил Харьковский медицинский институт (лечебный факультет).
В 1973—1975 годах — военный врач (Хабаровский край, РСФСР).
В 1975—1978 годах — врач анестезиолог-реаниматолог инфарктного отделения клинической больницы № 27 г. Харькова.
В 1978—1980 годах — заведующий инфарктным отделением клинической больницы № 27 г. Харькова.
В 1980—1990 годах — инструктор; консультант по вопросам здравоохранения, социальной защиты, медицинского образования и науки Харьковского горисполкома.
В 1990—1994 годах — проректор по лечебной работе Харьковского института усовершенствования врачей, доцент кафедры кардиологии и функциональной диагностики этого института.
В 1994—1998 годах — начальник Главного управления здравоохранения Харьковского горисполкома.
В 1998—2000 годах — заместитель; первый заместитель министра здравоохранения Украины.
В 2000—2002 годах — министр здравоохранения Украины.
В 2002—2003 годах — советник президента Украины.
В 2003—2014 годах — ректор Национального медицинского университета имени А. А. Богомольца.
В 2004—2014 годах — заведующий кафедрой социальной медицины и здравоохранения Национального медицинского университета имени А. А. Богомольца.

## Научная деятельность
В 1978—1982 годах — заочный аспирант кафедры внутренних болезней Харьковского медицинского института.
В 1982 году защитил кандидатскую диссертацию «Клинико-инструментальная и гемодинамическая характеристика острой сердечной недостаточности при инфаркте миокарда».
В 2001 году защитил докторскую диссертацию «Медико-социальные аспекты ликвидации последствий экологической катастрофы в мегаполисе».
Основные направления научной деятельности: социальная медицина, организация и управление здравоохранением, терапия, кардиология. Научно обосновал пути решения медико-социальных проблем в условиях ликвидации техногенных катастроф, вопросы диагностики, лечения и профилактики острой сердечной недостаточности при инфаркте миокарда и его осложнениях.
Автор 850 научных работ, 33 монографий.

## Деятельность в организации здравоохранения
Обосновал, разработал и внедрил новые пути реформирования организации здравоохранения, межсекторальные стратегии и программно-целевой метод в здравоохранении, ставший основой для разработки ряда национальных и государственных программ. Ввел программно-целевой принцип формирования приоритетов здравоохранения Украины. Разработал более 20 национальных, государственных, отраслевых программ по основным вопросам развития здравоохранения, в частности:
«Концепция развития здравоохранения населения Украины» (2000),
Межотраслевая комплексная программа «Здоровье нации» на 2002—2011 гг.,
Комплексные мероприятия по внедрению семейной медицины в систему здравоохранения.

## Награды
- Орден князя Ярослава Мудрого III ст. (24 августа 2012)[2], IV ст. (23 января 2009)[3], V ст. (22 января 2004)[4].
- Заслуженный деятель науки и техники Украины (20 августа 2007)[5].
- Заслуженный врач Украины (19 февраля 1997)[6].